# Emelia Burns
Emilia Jane Burns, née le 18 février 1982, est une actrice australienne.

## Biographie

### Carrière
Burns joue en 2007 dans le film d'action Les Condamnés, écrit et réalisé par Scott Wiper. Elle incarne Yasantwa, une condamnée dans le couloir de la mort. Elle est importée du Ghana, pour participer à une émission de télévision illégale de chasse à l'homme, dans lesquels les candidats doivent se battre et être le dernier encore en vie dans un laps de temps de 30 heures. Burns a également joué dans le film d'horreur N'ayez pas peur de l'obscurité en 2011.
Burns est bien connue pour son rôle de Diva, de la série télévisée pour enfants Son Altesse Alex. Elle est également apparue dans The Starter Wife en tant que Mudawa, Sea Patrol en incarnent Zuraya, et dans la série télévisée H2o.

## Filmographie

### Cinéma
- 2007 : Les Condamnés : Yasantwa
- 2010 : N'ayez pas peur de l'obscurité : Caterer

### Courts-métrages
- 2006 : Missing

### Télévision

#### Séries télévisées
- 2006 : H2o : Nurse
- 2007 : The Starter Wife : Mudawa
- 2008 : Sea Patrol : Zuraya
- 2008-2011 : Son Altesse Alex : Diva
- 2011 : Terra Nova : Reilly
- 2013-2014 : Les Voisins : Mandy Edwards
- 2015 : Childhood's End: les enfants d'Icare : Ch 5 Reporter
- 2016 : Les Chroniques de Shannara : Commander Tilton
- 2018 : Ash vs Evil Dead : Zoe

#### Téléfilms
- 2009 : Rex